# Metoposaurus
Il metoposauro (gen. Metoposaurus) è un grande anfibio estinto, vissuto nel Triassico superiore (circa 220 milioni di anni fa). I suoi resti sono stati rinvenuti in Europa.

## Descrizione

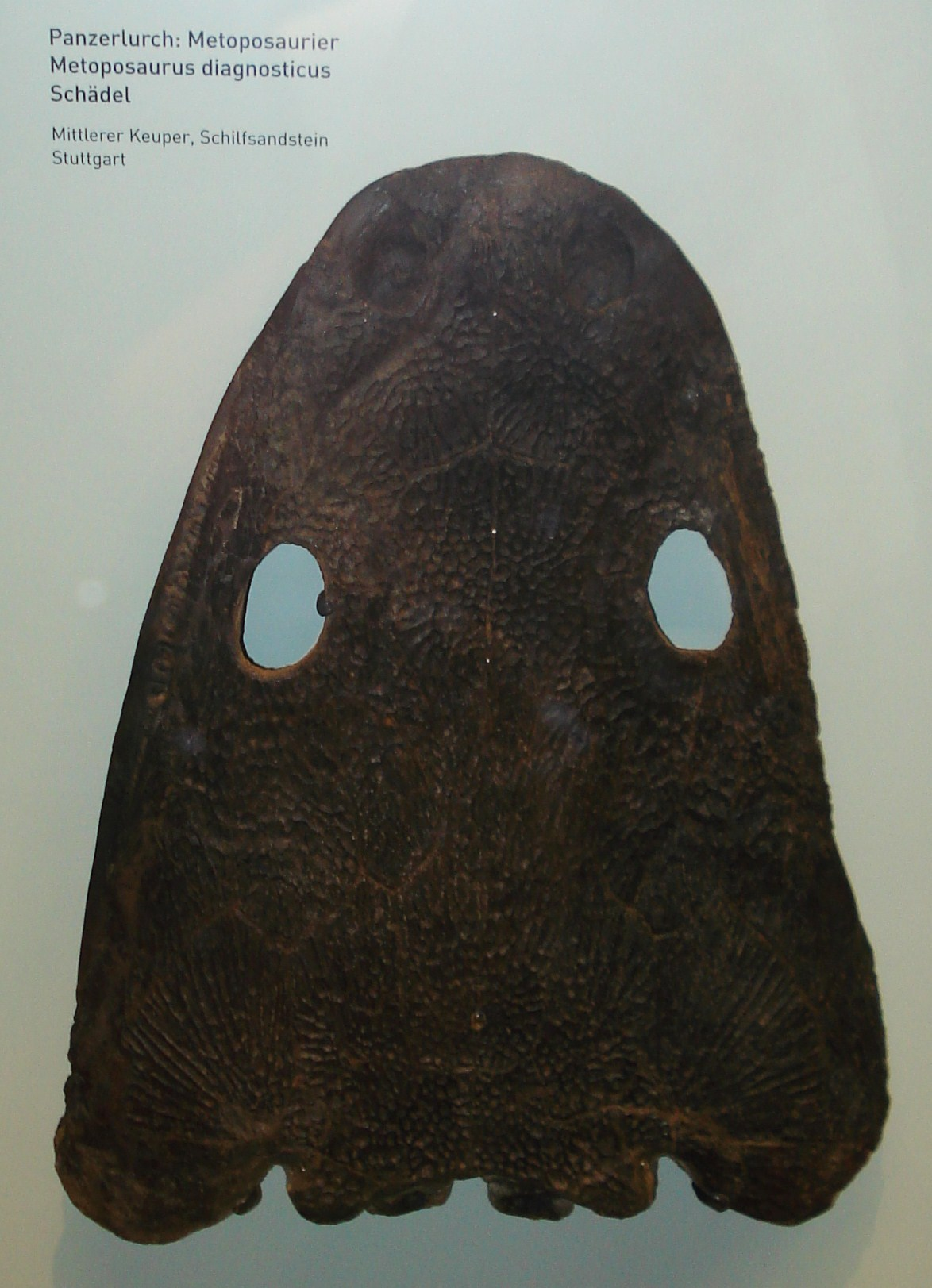
Metoposaurus diagnosticus

L'aspetto di questo anfibio era davvero curioso: il corpo era estremamente largo e piatto, così come il cranio. Le zampe erano relativamente deboli e molto brevi, mentre la coda era robusta. Il cranio era abbastanza allungato e dotato di un'apertura boccale eccezionalmente ampia, circondata da una moltitudine di sottili denti aguzzi. Le orbite erano poste piuttosto in avanti e in posizione leggermente sopraelevata rispetto al resto del cranio. In generale questi animali erano lunghi circa un metro e mezzo, ma alcuni grandi esemplari potevano raggiungere i tre metri. 

## Paleoecologia
I vari adattamenti particolari di Metoposaurus sono indicativi del suo stile di vita: con tutta probabilità l'animale passava la maggior parte del suo tempo semisommerso nel fondale di acque basse e relativamente calme, lasciando sporgere gli occhi, in attesa di qualche preda che passasse nelle vicinanze. Non appena un pesce o un piccolo anfibio capitavano a tiro, il metoposauro spalancava l'enorme bocca. Il risucchio d'acqua creatosi spingeva la preda tra le fauci del metoposauro. La microstruttura ossea e la morfologia delle suture suggeriscono che il cranio fosse utilizzato per mordere lateralmente o bilateralmente, mentre la mandibola svolgeva un ruolo nel trattenere qualsiasi preda in difficoltà.
Uno studio del 2022 sulla compattezza ossea nella cintura pettorale della specie Metoposaurus krasiejowensis indica che l'estremità anteriore compatta delle interclavicole, insieme al cranio pesante di questo metoposauride, potrebbe aver agito come zavorra per il controllo dell'assetto idrostatico spostando il centro di massa anteriormente (Kalita et al., 2022).
L'osservazione dei denti di questa specie al microscopio elettronico a scansione (SEM) e l'ispezione della sezione sottile dei denti al microscopio ottico hanno indicato un pattern complesso per quanto riguarda la struttura, con canali interni convoluti e irregolari nella parte apicale dei denti e strutture più regolari alla base dei denti. Sono state inoltre osservate quelle che sembrerebbero linee di Andresen, con forti variazioni di colore, che indicano una forte stagionalità nella produzione di dentina (Werinsky e Kedziersky, 2022).
Un altro studio riguardante le vertebre di un esemplare di M. krasiejowensis ha documentato il primo caso di tumore osseo maligno primario in un vertebrato non amniote mesozoico: nell'esemplare, l'osteosarcoma si è sviluppato nell'intercentro vertebrale. Il processo patologico riguarda quasi esclusivamente la parte periostale dell'osso, composta da un tessuto fortemente vascolarizzato a matrice lamellare. La disposizione disorganizzata delle lacune degli osteociti osservata nel tessuto è caratteristica per i tipi di tessuto osseo connessi con l'osteogenesi statica e non per l'osso lamellare. L'osso neoplastico imita a livello strutturale l'osso fibrolamellare a crescita rapida, ma a livello istologico si sviluppa attraverso un nuovo tipo di ossificazione. Il processo fisiologico di rimodellamento osseo all'interno del dominio endocondrale è proseguito ininterrotto attraverso la patologia della parte periostale (Surmik et al., 2022).

### Accumuli di ossa
Alcuni giacimenti mostrano un insolito accumulo di fossili di metoposauro, con molti esemplari ammassati uno sull'altro. Evidentemente questi animali si erano radunati in poche pozze d'acqua in un periodo di estrema siccità. Quando poi anche queste pozze si inaridirono, i metoposauri si ritrovarono a morire in uno spazio angusto, in una sorta di “fossa comune”. I sedimenti, poi, ricoprirono le carcasse in modo abbastanza veloce da permettere una conservazione ottimale dei resti.

## Riclassificazione
In anni recenti il metoposauro è stato oggetto di una pesante riclassificazione da parte dei paleontologi, e molte forme ascritte in precedenza a questo genere sono state ridescritte come appartenenti ad altri generi: così gli esemplari nordamericani più piccoli sono stati classificati nel genere Apachesaurus, mentre quelli più grandi nel genere Koskinonodon (precedentemente noto come Buettneria); la sopramenzionata forma marocchina, invece, è ora nota come Dutuitosaurus ouazzoui. Non vi è tuttavia una visione comune della classificazione dei metoposauri. In ogni caso, questi animali appartengono tutti alla medesima famiglia (Metoposauridae) nell'ambito degli stereospondili, un gruppo di anfibi dai caratteri spiccatamente acquatici.